# Мужская сборная Таиланда по баскетболу
Мужская сборная Таиланда по баскетболу представляет Таиланд на международных соревнованиях. Баскетбольная ассоциация Таиланда — член ФИБА с 1953 года.

## История
Первым крупным международным соревнованием сборной Таиланда стал баскетбольный турнир Азиатских игр 1954 года. Команда выступила на нём неудачно, проиграв все 3 матча в группе и заняв последнее, 8-е место. На Олимпиаде в Мельбурне команда проиграла все матчи как предварительной, так и классификационной группы и заняла 15-е место. В 1962 году команда приняла участие в IV Азиатских играх. Этот турнир завершился для тайцев более удачно, чем предыдущие: сборная Таиланда заняла 4-е место.
Сборная Таиланда впервые приняла участие в чемпионате Азии в 1963 году и сразу же заняла 4-е место, наивысшее на континентальных первенствах в своей истории. Команда выиграла на турнире 5 матчей из 11, в матче за 3-е место проиграла сборной Южной Кореи со счётом 71:86. Два года спустя, на чемпионате 1965 года ситуация повторилась: тайцы снова стали четвёртыми, вновь уступив третью строчку Южной Корее. Наивысшим достижением команды стало 2-е место на домашних Азиатских играх 1966 года. В группе тайцы проиграли сборной Японии, а в финале уступили сборной Израиля — 42:90.
В чемпионатах мира не принимала участия ни разу.

## Результаты

### Олимпийские игры
- 1956 — 15-е место

### Чемпионаты Азии
| - 1963 — 4-е место - 1965 — 4-е место - 1967 — 7-е место - 1969 — 6-е место - 1971 — 7-е место - 1973 — 7-е место - 1975 — 6-е место - 1977 — 9-е место - 1979 — 9-е место | - 1981 — 7-е место - 1983 — 10-е место - 1986 — 7-е место - 1987 — 8-е место - 1989 — 12-е место - 1993 — 15-е место - 1995 — 16-е место - 1999 — 14-е место - 2001 — 13-е место |

### Азиатские игры
- 1954 — 8-е место
- 1962 — 4-е место
- 1966 —  2-е место
- 1970 — 8-е место
- 1978 — 6-е место
- 1998 — 6-е место

### Чемпионаты Юго-Восточной Азии
- 1994 —  2-е место
- 1998 —  2-е место
- 2001 —  2-е место
- 2003 —  3-е место
- 2005 —  3-е место
- 2007 — 4-е место